# Animal Crackers (película de 2017)
Animal Crackers es una película animada estadounidense-española-chinesa coescrita por Scott Christian Sava y Dean Lorey, y codirigida por Sava, Tony Bancroft y Jaime Maestro. La película está protagonizada por las voces de John Krasinski, Emily Blunt, Raven-Symoné, Ian McKellen, Sylvester Stallone, Danny DeVito, Patrick Warburton y Wallace Shawn. Se tiene previsto su estreno en el año 2017 por Blue Dream Studios. 
Odins Eye Entertainment representó a las ventas internacionales de la película en el Festival Internacional de Cine de Berlín.

## Sinopsis
En 1962, los hermanos Bob y Horatio Huntington dirigen juntos un circo, al que les va bien a pesar de sus personalidades muy diferentes. Después de un espectáculo, Esmeralda, la adivina gitana residente en el circo, presenta a su hermosa sobrina, Talia, a sus empleadores y les pide que le den un trabajo. Bob y Horatio se enamoran inmediatamente de la encantadora niña, pero su afecto es únicamente por Bob. Cuando la pareja anuncia sus planes de casarse, Horatio se enfurece y le da un ultimátum a su hermano menor para que elija a Talia o a él mismo. Bob se casa con Talia y Esmeralda les regala una misteriosa caja como regalo de bodas, lo que les permite abrir un nuevo circo.
Años más tarde, el sobrino de Bob, Owen, se casa con su novia de la infancia, Zoe, en el circo, donde se conocieron cuando eran niños. Sin embargo, tras la emoción inicial, Owen pronto descubre que ahora tiene que trabajar como probador de sabores para el padre de Zoe, el Sr. Woodley, en su fábrica de galletas para perros. Siete años más tarde, Horatio, cuya suerte ha sufrido un serio revés desde su ruptura con Bob, se cuela en la caravana de Bob y Talia, tratando de encontrar el secreto de los animales mágicos, y accidentalmente inicia un incendio que aparentemente mata a Bob y Talia. A su funeral asisten Owen, Zoe y su hija Mackenzie. Horatio hace una visita inesperada y anuncia que se hará cargo del circo. Él y sus secuaces inician una pelea, lo que hace que los Huntington huyan.
Antes de irse, las mascotas del circo Viejo Azul, el sabueso y Zena la gata, les dan a los Huntington la misteriosa caja; más tarde descubren que contiene galletas de animales. Owen se come uno y se convierte en hamster, pero durante una persecución con mario se convierte en un oso pardo . Los Huntington regresan al circo para descubrir cómo sucedió esto. Aprenden del payaso Chesterfield que las galletas de animales convertirán al usuario en el animal que comen, pero solo contiene una galleta humana para volver a transformarlas. Luego les cuenta que heredaron el circo. Zoe está emocionada, pero Owen, decidido a complacer al Sr. Woodley, decide continuar con su trabajo. Zoe restaura el circo mientras Owen se queda en la fábrica de galletas para perros. El señor Woodley, frustrado porque Zoe renunció a su trabajo, comienza a considerar a Brock, un saboteador egoísta, como su reemplazo.
El circo vuelve a abrir, pero es un desastre al no descubrir ningún animal. Owen, a regañadientes, decide comerse las galletas de animales y realiza acrobacias como un animal. Al final del día, a Owen le empieza a gustar y decide dejar su trabajo. Sin embargo, cuando termina de empacar, Brock, sin saberlo, se come una de las galletas y se convierte en un mandrill. Para alcanzarlo, Owen se convierte en un león, pero Brock es capturado por el secuaz de Horatio, Mario Zucchini, quien también roba trozos de galleta. Al regresar a casa, Owen pronto descubre que ha perdido la galleta humana y seguirá siendo un animal para siempre. Intenta adaptarse a la vida como un determinado animal, pero tiene poco éxito. Binkley, un empleado del Sr. Woodley que intenta crear un nuevo tipo de galleta para perros, descubre las galletas de animales y convence al Sr. Woodley para que asista al circo.
En una actuación, Horatio aparece y le ofrece a Owen (en forma de gorilla) su galleta humana a cambio del circo. Owen, sin embargo, se niega, pensando que seguir siendo un animal al menos mantendrá unida a su familia, pero los secuaces de Horatio, que ahora son animales mutados creados al consumir los trozos de galleta, lo obligan a aceptar el trato. Luego, los artistas del circo aparecen en escena y estalla una pelea entre ellos y sus secuaces. Enfurecido, Horatio come unas migajas y se convierte en una quimera de seis brazos. Se enfrenta a Viejo Azul y Zena, quienes se revelan como Bob y Talia, vivos pero atrapados para siempre en forma animal debido a la destrucción de sus galletas humanas en el fuego. Le piden a Horacio que se redima, pero él se niega. Horatio vuela y los agarra. Owen, Zoe, Mackenzie y los demás artistas del circo trabajan juntos para salvar a Bob y Talia. Al capturar a Horatio, Owen lo convierte en un hámster como castigo. Los secuaces también están enjaulados y se les dice alegremente que, dado que se comieron los pedazos rotos de las galletas de animales, sus galletas humanas están en pedazos, y llevará bastante tiempo determinar qué partes van a quién, para su consternación.
Habiendo presenciado todo el fiasco, el Sr. Woodley revalúa sus puntos de vista sobre Owen y el circo y, junto con Binkley, decide crear un nuevo recuerdo del circo utilizando sus experimentos fallidos; galletas de animales que hacen que la piel del consumidor tome temporalmente el color y los patrones del animal cuya galleta come. Owen y Zoe ahora trabajan felices en el circo, y Owen debuta como un dragón.

## Reparto
- John Krasinski como Owen Huntington.[1]

Brendan Sava como el joven Owen
- Emily Blunt como Zoe Huntington.[1][3]
- Lydia Taylor como Mackenzie.[4][5]
- Ian McKellen como Horatio P. Huntington[4][6]
- Danny DeVito como Chesterfield.[4][7]
- Sylvester Stallone como el Hombre Bala.[4]
- Wallace Shawn como Sr. Woodley.[8]
- Raven-Symoné como Binkley.[4]
- Patrick Warburton como Brock.[4]
- Gilbert Gottfried como Mario Zucchini.[4][9]
- Harvey Fierstein como Esmerelda el Adivino.[4][10]
- Tara Strong como Talia.[4][11]
- James Arnold Taylor como Buffalo Bob[4][12]
- Kevin Grevioux como Sansón, el Hombre Fuerte.[13]

## Producción

### Preproducción
En 2010, Scott Christian Sava escribió un guion para Animal Crackers, pero no tuvo éxito en la «compra de la historia». En junio de 2013, Harvey Weinstein había visto un cortometraje del guion realizado por Sava y dos meses después, en septiembre de 2013, él y su hermano, Bob, hicieron una oferta para comprar los derechos para Animal Crackers.
Sava será codirector de la película con Tony Bancroft y coescribió el borrador más reciente con Dean Lorey.
Los financiadores de la película son los productores ejecutivos Mu Yedong en nombre de Wen Hua Dongrun Investment Co., La Peikang, presidente de la junta de la China Film Co., y Sam Chi para Landmark Asia.
El diseñador de personajes de Despicable Me, Carter Goodrich, fue contratado en octubre de 2014.

### Casting
El reparto de voces se completó con el director de casting James Thomason En la última semana de octubre y durante noviembre de 2014, Sava a través de la página oficial de Animal Crackers en Facebook, anuncio el reparto de voces para los personajes que incluyen a Kevin Grevioux como Sansón, el Hombre Fuerte, James Arnold Taylor como Buffalo Bob, Tara Strong como Talia, Harvey Fierstein como Esmerelda el Adivino, Gilbert Gottfried como Mario Zucchini, y Raven-Symoné como Binkley.
El 6 de noviembre de 2014, Blue Dream Studios anunció que Sylvester Stallone, Danny DeVito e Ian McKellen formaran parte del reparto de voces. El 3 de febrero de 2015, John Krasinski y Kaley Cuoco se unieron al reparto como Owen y Zoe Huntington, respectivamente. El 30 de marzo de 2015, Emily Blunt reemplazó a Cuoco debido a un conflicto de programación.
«Cuando estaba escribiendo Animal Crackers tuve voces específicas en mi cabeza. Ciertos personajes escribí con actores en mente. Horatio siempre fue Sir Ian McKellen. Brock era totalmente Patrick Warburton. El Hombre Bala no puede ser nadie más que Stallone! Para saber que todos y cada uno de estos actores han aceptado venir a bordo de esta película y llevar estos personajes a la vida... Estoy flipando», dijo Sava.
Se anunció a través de la página de Facebook de Sava que su hijo, Brendan, interpretara Owen Huntington en sus 12 anos y su esposa, Donna, interpretara a la Dama Gorda. El 22 de mayo de 2015, se reveló que Wallace Shawn había sido elegido como el señor Woodley, (Blunt) el padre de Zoe.

### Rodaje
Sava y su equipo han ido preparando Animal Crackers desde julio de 2014 e indicó que el proceso de animación comenzaría a principios de diciembre de 2014, en los studios Blue Dream Studios Spain en Valencia, bajo la producción de Nathalie Martínez, y  la codirección de Jaime Maestro, mientras que la actuación de voz en off tendría lugar en Los Ángeles desde enero hasta marzo de 2015 aproximadamente.
El 27 de enero de 2015, Sava anunció a través de la página oficial de Facebook de Animal Crackers que el primer día de «sesiones de estudio con los actores» comenzó en Los Ángeles.

## Estreno
Se tiene previsto su estreno en 2017.